# Noyant-de-Touraine
Noyant-de-Touraine és un municipi francès, situat al departament de l'Indre i Loira i a la regió de Centre – Vall del Loira. L'any 2007 tenia 858 habitants.

## Demografia

### Població
El 2007 la població de fet de Noyant-de-Touraine era de 858 persones. Hi havia 337 famílies, de les quals 72 eren unipersonals (47 homes vivint sols i 25 dones vivint soles), 109 parelles sense fills, 134 parelles amb fills i 22 famílies monoparentals amb fills.
La població ha evolucionat segons el següent gràfic:
Habitants censats

### Habitatges
El 2007 hi havia 386 habitatges, 338 eren l'habitatge principal de la família, 23 eren segones residències i 25 estaven desocupats. 378 eren cases i 8 eren apartaments. Dels 338 habitatges principals, 271 estaven ocupats pels seus propietaris, 64 estaven llogats i ocupats pels llogaters i 3 estaven cedits a títol gratuït; 7 tenien una cambra, 13 en tenien dues, 47 en tenien tres, 117 en tenien quatre i 154 en tenien cinc o més. 305 habitatges disposaven pel capbaix d'una plaça de pàrquing. A 120 habitatges hi havia un automòbil i a 193 n'hi havia dos o més.

### Piràmide de població
La piràmide de població per edats i sexe el 2009 era:
| Homes | Edats   | Dones |
| ----- | ------- | ----- |
| 0     | 95 o +  | 4     |
| 0     | 90 a 94 | 4     |
| 8     | 85 a 89 | 12    |
| 12    | 80 a 84 | 8     |
| 16    | 75 a 79 | 12    |
| 8     | 70 a 74 | 28    |
| 20    | 65 a 69 | 8     |
| 12    | 60 a 64 | 20    |
| 12    | 55 a 59 | 12    |
| 20    | 50 a 54 | 12    |
| 20    | 45 a 49 | 16    |
| 36    | 40 a 44 | 20    |
| 32    | 35 a 39 | 28    |
| 20    | 30 a 34 | 32    |
| 12    | 25 a 29 | 12    |
| 24    | 20 a 24 | 12    |
| 28    | 15 a 19 | 28    |
| 24    | 10 a 14 | 8     |
| 16    | 5 a 9   | 20    |
| 20    | 0 a 4   | 16    |

## Economia
El 2007 la població en edat de treballar era de 551 persones, 419 eren actives i 132 eren inactives. De les 419 persones actives 399 estaven ocupades (213 homes i 186 dones) i 21 estaven aturades (9 homes i 12 dones). De les 132 persones inactives 59 estaven jubilades, 42 estaven estudiant i 31 estaven classificades com a «altres inactius».

### Ingressos
El 2009 a Noyant-de-Touraine hi havia 368 unitats fiscals que integraven 955,5 persones, la mediana anual d'ingressos fiscals per persona era de 17.152 €.

### Activitats econòmiques
Dels 43  establiments que hi havia el 2007, 1 era d'una empresa extractiva, 2 d'empreses alimentàries, 3 d'empreses de fabricació d'altres productes industrials, 11 d'empreses de construcció, 6 d'empreses de comerç i reparació d'automòbils, 3 d'empreses de transport, 7 d'empreses d'hostatgeria i restauració, 2 d'empreses financeres, 4 d'empreses de serveis, 1 d'una entitat de l'administració pública i 3 d'empreses classificades com a «altres activitats de serveis».
Dels 13 establiments de servei als particulars que hi havia el 2009, 1 era un taller de reparació d'automòbils i de material agrícola, 1 paleta, 1 guixaire pintor, 3 fusteries, 1 lampisteria, 1 electricista, 2 perruqueries, 2 restaurants i 1 saló de bellesa.
Dels 2 establiments comercials que hi havia el 2009, 1 era una botiga de menys de 120 m² i 1 una fleca.
L'any 2000 a Noyant-de-Touraine hi havia 21 explotacions agrícoles que ocupaven un total de 603 hectàrees.

## Equipaments sanitaris i escolars
El 2009 hi havia una escola elemental integrada dins d'un grup escolar amb les comunes properes formant una escola dispersa.

## Poblacions més properes
El següent diagrama mostra les poblacions més properes.